# Dramaturgická sociologie
Dramaturgická sociologie je obor interpretativní sociologie. Jejím zakladatelem je americký sociolog Erving Goffman (1922–1982). Principy dramaturgické sociologie jsou obsaženy v jeho knize Všichni hrajeme divadlo (1959). Dramaturgický přístup, za jehož pomoci lze analyzovat organizované společenství, sleduje sociální interakci z pohledu řízení a ovládání dojmů, kterými účastníci této interakce působí na ostatní účastníky. Erving Goffman využil metafory divadla, na níž ukázal, že aktéři společenské interakce přijímají určité role, jež před svým obecenstvem hrají, čímž ovlivňují dojem, který si o nich ono obecenstvo vytvoří.

## Management dojmů
Tento dojem je vytvářen za pomoci dvou hledisek, a to sice: činnostmi, jimiž se záměrně jedinec snaží určitý dojem vyvolat, což především probíhá formou verbální komunikace; a tím, jak působí na své obecenstvo v širším slova smyslu, např. gesty. Souhrnně se jedná o tzv. management dojmů. Obě dvě hlediska mohou být nicméně vědomě jednajícím ovlivňována, v takovém případě ostatním předává nepravdivou informaci, k čemuž využívá lsti a přetvářky. Podobně jako se divadelní herec soustředí na svůj výkon, se tedy i člověk v interakci s ostatními vědomě snaží svým jednáním vyvolat nějaký dojem. Například lékař se před pacienty pomocí těchto prostředků snaží vyvolat dojem důvěryhodného, vzdělaného a slušného člověka, přičemž jakmile ordinaci opustí a nevystupuje před publikem v roli lékaře, může se chovat vulgárně, porušovat lékařskou přísahu a podobně.
Jedinec má na výběr mnoho motivů, proč usiluje o vyvolání určitého dojmu, mezi něž mimo jiné patří společenské postavení, tradice, dosažení společenského konsensu, klamání, vypočítavost atd. Okolí pak posuzuje pravdivost vyvolávaného dojmu dle aspektů, jež jednající nedokáže zdánlivě ovlivnit. Pokud ale jedinec, který se svým představením snaží vyvolat určitý dojem, kontroluje i tyto zdánlivě neovladatelné aktivity, vytváří si jakousi scénu, na níž probíhá hra mezi všemi zúčastněnými aktéry, kteří neustále utajují a odhalují, co je pravdivé, a co nikoli. Účastníci každé sociální interakce si tedy situaci určitým způsobem interpretují, což je ovšem více než na objektivní pravdě založeno na tom, jaká tvrzení budou aktéry situace respektována.

## Ztotožnění a distance
Jedinec, který se snaží u obecenstva vyvolat určitý dojem, může ke své roli přistupovat různými způsoby. Existují dva extrémy přístupu k roli, kterou hraje, každý však stojí v prostoru mezi nimi a k jednomu z těchto protipólů inklinuje. Jednak je to ztotožnění s rolí, kdy ji jednající přijme za faktickou realitu, (ve výše zmíněném případu lékaře by se jednalo například o profesionální a odměřené chování i mimo prostor ordinace) jednak je to naprostý distanc od role, kterou v zákulisí nepřijímá (lékař se mimo svou práci chová nezodpovědně, např. užívá drogy, nepomůže zraněnému kolemjdoucímu). Může i využívat své role účelově k dosažení jiného cíle, při čemž nemusí sledovat, jaký dojem si o něm druzí vytvoří. Jedinec takto vystupující bývá označován za cynika.

## Herecké výkony
Goffman rozlišuje sedm důležitých hereckých výkonů:
1. Přesvědčení o roli, jíž člověk hraje spočívá v působení na pozorovatele tak, aby vystupujícího brali vážně a skutečně věřili, že viděná postava má své zdánlivě charakteristické vlastnosti. V extrémní situaci se může jedinec se svou úlohou zcela upřímně ztotožnit, anebo s ní naopak není vůbec ztotožněn.
2. Fasáda je standardní výrazové vybavení, které jednotlivec záměrně či mimoděk užívá během svého výkonu. Fasáda se dělí na „scénu,“ dále ji obsahují „vzhled“ a „způsob vystupování“
3. Dramatické zachycení skutečnosti zahrnuje náznaky při činnosti jednotlivce, které dramaticky zvýrazňují a dokreslují skutečnosti, na které chce své obecenstvo zvláště upozornit.
4. Idealizace funguje při předkládání některých poněkud abstraktních tvrzení skrze fasádu. Jedná se o idealizovaný pohled, aby se vyhnul zmatení a zdůraznil jiné výkony.
5. Udržování kontroly nad výrazovými prostředky znamená, že účinkující se musí snažit vyhýbat narážkám, které k jeho roli nepatří. Přestože se může stát, že některé z nich pozorující přehlédnou, ale může se stát že nevýznamný a náhodným gestům budou přikládat velký význam a celou roli špatně pochopí.
6. Zkreslení skutečnosti odkazuje na špatné pochopení zprávy, které nutí účinkujícího stavit se do role, kdy si dává velký pozor na vyjadřování. Tím pádem má obecenstvo pocit, že je podváděno, přestože role může být zcela upřímná.
7. Mystifikace je posledním hereckým výkonem, který spočívá v ukrytí něčeho od pozorujících. To může vést k zvýšení jejich pozornost nebo naopak k poškození celé úlohy, pokud budou mít pocit podvodu.

## Fasáda
Vybavení a prostředky, které jedinec během svého vystoupení využívá, Goffman označuje jako fasádu. Součástí fasády pak je scéna, tedy prostředí zahrnující kulisy a rekvizity (nábytek, výzdoba a další předměty), kde se vystoupení respektive jednání člověka odehrává. Lékařská ordinace se vším svým vybavením je tak například scénou pro vystupování ordinujícího doktora. Druhou součást fasády Goffman označuje jako "osobní fasádu". Jsou to znaky přímo spojené s osobou vystupujícího. Takové znaky mohou být stálé a neměnné, například barva pleti, nebo relativně proměnlivé jako třeba oděv, gestikulace nebo hodnost. Osobní fasádu lze dělit na vzhled a způsob vystupování.

## Regiony
Goffman označuje regiony jako prostory, které jsou ohraničené bariérami vnímání. Odlišují se od sebe stupni ohraničení a komunikací s okolím, kterou v daném časoprostoru zvolíme. Například cihlové stěny poskytují daleko větší intimitu než stěny skleněné, které jsou typické pro kancelářské budovy. V naší společnosti se představení odehrává nejčastěji v interiéru, tedy je silně oddělené od ostatního okolí. Celý výstup, se tak krom daného prostoru, pojí i s konkrétním časovým úsekem, kdy je možné představení sledovat.

### Přední region
Pro označení místa, kde probíhá představení naučené role, užívá Goffman termín „přední region“. V něm jsou připraveny veškeré rekvizity a pomůcky pro provedení výkonu. Takto připravený prostor nazýváme „scénou“. Výkon jednotlivce v předním regionu, má vzbudit dojem, že jeho činnost splňuje dané normy. Tyto normy, můžeme rozdělit do dvou uskupení. První je způsob, jakým se účinkující chová k obecenstvu, se kterým hovoří nebo gestikuluje. Toto uskupení označuje jako záležitost zdvořilosti (způsob vystupování). Pro druhou skupinu norem, která se týká způsobu chování účinkujícího vůči publiku, které je v dohledu nebo doslechu ale nemusí s ním hovořit, nazývá „konvence“ (např. vzhled).
Konvence můžeme dále dělit na morální (pohlavní slušnost, respektování svatých míst…) a instrumentální (povinnosti, které může zaměstnavatel požadovat po zaměstnancích). Jednou z forem konvence je „předstíraná práce“. V mnoha společenstvích je vyžadováno na zaměstnancích, aby se při přítomnosti nadřízených osob chovali podle norem. Například dělníci, kteří mají svou práci již hotovou, se snaží při příchodu předáka tvářit, že pracují. Důvodem tohoto falešného divadla je snaha dodržet očekávanou normu a vyhnout se případnému přidělení další práce.
Příkladem „předního regionu“ může být restaurace, kde se číšníci snaží vystupovat podle očekávání zákazníků. Usmívají se, vyjadřují se spisovně, mají správné držení těla a podobně. Dalším příkladem může být ordinace u lékaře. Zde vystupuje před pacienty a volí podle toho své chování a vystupování.

### Zadní region
Zadní region nebo zákulisí je prostor, který slouží pro vystoupení z role. Můžou zde být skladovány předměty fasády nebo osobní artefakty (mobilní telefon, alkohol…). V zákulisí se jednotlivci i skupiny připravují na své vystoupení v prvním regionu. Zde můžou trénovat své vystoupení, odstranit chyby, vzdělat nováčky, případně vyhodit slabší články. Zde můžou relaxovat a uvolnit se. Goffman uvádí příklad spisovatelky Simone de Beauvoirové, která ve své knize Druhé pohlaví popisuje zákulisní činnost na chování žen v nepřítomnosti mužů. Žena podle ní před mužem vždy něco hraje. Snaží se působit slabší a předstírá přijmutí svého nižšího postavení. Využívá k této hře kostýmy, naučné fráze a teatrálnosti. S ostatními ženami se cítí být mimo jeviště. Chová se uvolněněji, připravuje si líčidla, kostýmy a taktiku na další vystoupení.
V zadním regionu jsou viditelná důležitá tajemství a účinkující, kteří vystoupili ze své role. Z toho důvodu je očekávané, že pro diváky nebude přístup do zákulisí možný. Důvodem je únik informací ale především ztráta iluzí, které má divák o účinkujících. Jako příklad můžeme uvést kuchyni v restauraci. Personál se zde chová familiárně, podle místních zvyklostí. Číšníci zde mohou mluvit hrubě a vystupovat uvolněně. Pokud by se některému ze zákazníků naskytl pohled do kuchyně, hrozí, že to zničí jeho představy o úrovni restaurace. Dalším příkladem mohou být zaměstnanci pohřební služby. Jinak vystupují před pozůstalými a jinak v místnosti, kde zesnulé připravují do rakve. Pokud si mají pozůstalí ponechat iluzi, že jejich příbuzný „jen spí“ nesmí jim být umožněn přístup do prostor, kde jsou mrtvoly vysušovány, vycpávány a líčeny.

### Zbytkový region
Všechna místa, která nejsou vymezena předním ani zadním regionem, nazýváme zbytková neboli “vnějšek”. Je to prostor, kde jednotlivci nejsou součástí představení, nazýváme je proto “nezasvěcenci”. Představa vnějšku odpovídá představě o organizovaných společenstvích. Střetávají se zde nezávisle na sobě herci i diváci a nejsou součástí žádného představení.

## Týmy
Rozumí se jím soubor jednotlivců, kteří společně spolupracují na realizaci jedné úlohy. Pro udržení žádaného dojmu ze společného představení se musí členové týmu spoléhat jeden na druhého, z čehož tým čerpá svou soudržnost. Členové takového týmu se pak vzhledem ke společnému vystoupení navzájem nezbytně definují jako zasvěcené osoby, neudržují před sebou v rámci týmu stejnou fasádu jako před publikem a ani nemohou. Mezi členy panuje tedy určitá familiárnost či důvěrnost. Pokud se opět vrátíme k případu lékaře, ten takový tým může vytvořit například se svou ordinující sestrou, kdy mohou například za zavřenými dveřmi pomlouvat pacienty nebo se jiným neadekvátním způsobem chovat mimo přítomnost pacientů.

## Diskrepantní role
Diskrepantní roli naplňují jedinci, kteří se sice nepodílí přímo na vystoupení týmu, přesto znají některá důvěrná tajemství či informace, které obecenstvo nemá. Příkladem takového role může být taková, která jedince přivádí do organizovaného společenství v přestrojení. Může to být konfident, který se vydává za člena týmu s cílem získat z něj důvěrné informace nebo naopak volavka, což je člen týmu, který předstírá příslušnost k obecenstvu. Například falešný zákazník, který se v obchodě snaží svým předstíraným zájmem přitáhnout další nic netušící zákazníky nebo člověk vydávající se za lékaře, aby se dozvěděl důvěrné informace o pacientech. Diskrepantní rolí může být i tipař, čili jakýsi auditor v přestrojení. Takovým tipařem je třeba policista, který předstírá zájem o služby prostitutky, aby ji pak mohl nahlásit. Další diskrepantní rolí, která je zmiňována, je role prostředníka, tedy jakéhosi dvojitého agenta, který zná tajemství dvou stran a u obou vzbuzuje dojem, že jejich tajemství zachová a že je ji oddán více než straně druhé.

## Aplikace dramaturgického přístupu v současné sociologii
Goffmanova dramaturgická sociologie je hodnocena různě. Stala se populární po jeho smrti, protože vtipnou a srozumitelnou formou analyzuje každodenní život lidí. Ani dnes není jeho dílo čteno a interpretováno ustáleným způsobem. Jestliže pro jedny představuje především „sociologii přetvářky“ pak pro druhé se stává jedním z východisek výkladu základních rysů autogeneze sociálního řádu.
Na Goffmanovu dramaturgickou koncepci v roce 2010 navázal výzkum Oxfordské univerzity, který sledoval oblast uživatelských interakcí v prostředí sociálních médií a porovnával ji s klasickou sociální interakcí. Dle autora je možné Goffmanovu perspektivu aplikovat i na toto virtuální prostředí, při čemž ale nesmí být opomenuty zásadní rozdíly, které sociální média od původního způsobu interakce odlišují. Hledejme je především ve skutečnosti, že klasická interakce se váže na určitý čas, místo a obecenstvo, zatímco v případě sociálních sítí účastníci využívají tzv. artefakty, což jsou stabilní prvky, jež aktér zanechává na dané sociální síti. Nově také o tom, kdo bude mít k artefaktům přístup, rozhoduje třetí strana, a tak v tomto prostředí můžeme vysledovat rozpad původní struktury, která pracovala se zákulisím a privátnem jakožto dvěma synonymními jevy. To již zde neplatí.